# Machapunga

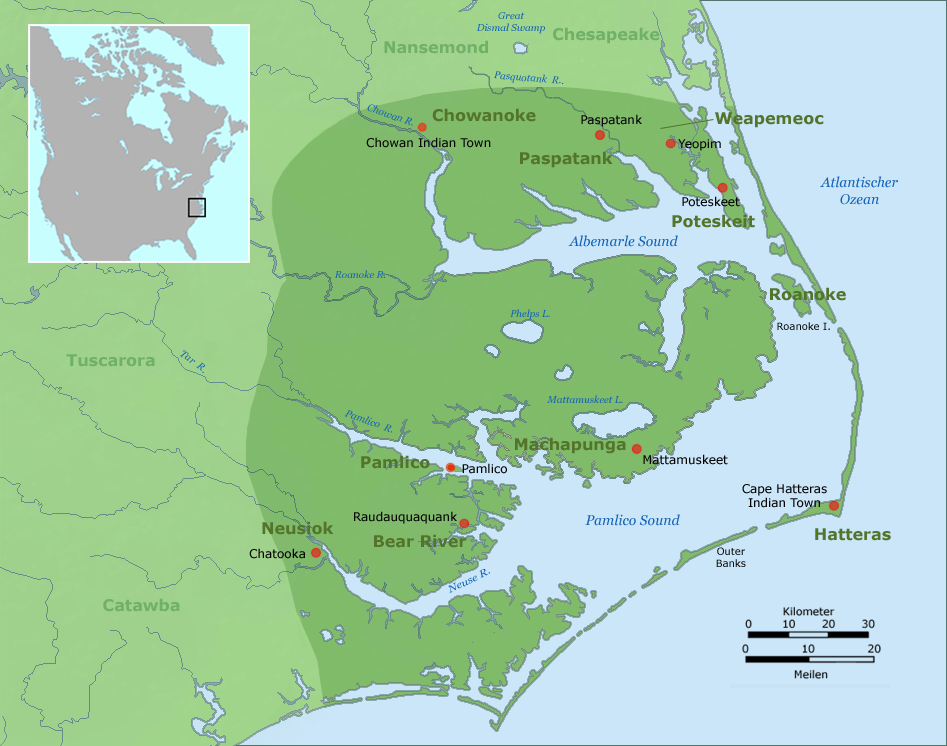
Tribus algonquines de Carolina del Sud

Els machapunga eren una petita tribu d'amerindis dels Estats Units de llengua algonquina que habitava al territori de Carolina del Nord. Eren un grup que havien emigrat al sud dels pobles algonquins de la confederació powhatan en l'actual Virginia. Actualment són extingits com una tribu separada. Parlaven una llengua algonquina i històricament van ocupar una zona costanera a l'est de Carolina del Nord.

## Història
Pobles indígenes de diferents cultures van viure al llarg dels cursos d'aigua a tot el Sud. Amb el temps van donar lloc a les tribus històriques conegudes en el moment de la trobada europea. Altres pobles van emigrar a la zona.
L'etnògraf de principis del segle XX Frank Speck creu que els històrics machapunga i altres tribus algonquines a Carolina del Nord, probablement estaven connectats a la població més gran amb seu a la costa de Virgínia. Ell creia que les tribus de Carolina del Nord formaven part d'una migració algonquina primerenca i àmplia en direcció sud en temps històrics. Va destacar la presència de tribus de parla algonquina a la costa nord-est i a l'est i centre del Canadà.
Un d'una sèrie de petites tribus de parla algonquina a la costa de Carolina del Nord, els 'machapunga' (que significa "pols dolenta" o "molta brutícia", que sona com un exònim donat per una tribu rival en lloc d'un autònim que es podria identificar amb l'àrea del riu Pungo. Molts vivien en un poble anomenat 'Mattamuskeet' a la costa de llac Mattamuskeet en l'actual comtat de Hyde. En 1701 els colons anglesos descriviren la tribu que tenia al voltant de 100 membres.
En 1711 van participar en la Guerra Tuscarora contra els colons. Pel 1715 els membres restants dels coree, que vivien a l'oest, es fusionaren amb els machapunga i convisqueren amb ells a Mattamuskeet.
A causa de les preocupacions colonials sobre l'esclavitud i el control racial, les autoritats van organitzar la societat en un forma binària, classificant les persones com a blancs i de color (l'última categoria essencialment cobert tots els no blancs). Els requisits i les normes de vida es veuen sovint de manera més fluida que els registres. Quan els Estats Units començaren a fer censos a partir de 1790, no tenien la categoria d'indi i no va establir una separada fins a finals del segle xix. Els que no vivien a les reserves van ser inclosos entre els "negres lliures", "altres lliures" o "mulats", que eren diferents categories utilitzades per classificar els no blancs lliures. Abans d'aquest moment, els supervivents nadius americans en els estats es classifiquen generalment com a mulat, gent de color lliure o negre, si tenien ascendència africana identificable. A Maryland les esglésies catòliques mantenien registres parroquials que continuaven indicant les famílies i els individus que s'identificaven com a indígenes, independentment de si eren de raça mixta, però l'estat no ho van fer.
Els descendents de la tribu machapunga resideixen als Inner Banks de l'est de Carolina del Nord. Alguns dels descendents machapunga tradicionalment tenien el cognom Mackey, a vegades pronunciat Mackee, Mackie o Macky. Altres cognoms coneguts entre el poble eren Barber, Clark, Collins, Morris, i King. Els supervivents es van casar amb altres ètnies, i els seus fills i nets porten tota la seva ascendència.
Els etnògrafs i antropòlegs com Speck estudiaren els pobles del Sud-est al segle xx, tractant de determinar si les cultures natives americanes havien sobreviscut. Speck va trobar poca evidència dels machapunga i altres cultures algonquines. Explicava que la gent havia continuat amb les seves xarxes de pesca tradicionals, i que les dones teixien cistells d'acord amb les habilitats i estils tradicionals.